# Canti Eretici Productions
Canti Eretici Productions ist ein italienisches Musiklabel. Es ist auf Spielarten des klassischen Extreme Metals ausgerichtet und hier insbesondere auf Bands der (Unter-)Genres Black Metal, Depressive Black Metal und Blackgaze.

## Veröffentlichungen (Auswahl)
- Abezethibou – Unleashed From Chasm Depths (2022)
- Antrisch – Expedition II : Die Passage (2023)
- Den Edele Dood – Het Vlammende Zwaard en de Verschroeide Aarde (2023)
- Erzähle – The Celestial Embers of a Dead Star (2023)
- Jesum Christum – Svag Total (2023)
- Meadow Grove – Laernmoth Keep (2023)
- Sadness – _____  (2023)
- Trhä – Endlhëdëhaj Qáshmëna ëlh Vim Innivte (2023)
- Vampyriia – Funeral Misanthropy (2023)